# Finale de la Ligue des champions de l'UEFA 1997-1998
La finale de la Ligue des champions de l'UEFA 1997-1998 est la 43e de l'histoire. Il s'agit d'un rencontre de football opposant le Real Madrid et la Juventus le 20 mai 1998 à l'Amsterdam ArenA. Ce match est le dernier de l'édition 1997-1998 de Ligue des champions, compétition majeure du football européen.
La Juventus, finaliste de l'édition précédente et tout juste championne d'Italie pour la 25e fois, est la favorite de la rencontre. Mais le Real triomphe (1-0) et remporte son septième titre de champion d'Europe.

## Histoire des clubs dans la compétition
Avant le match, le Real Madrid détient le record de victoires avec six titres européens conquis entre 1956 et 1966. Depuis, le club espagnol ne participe qu'à une finale de C1, perdue en 1981,.
La Juventus participe à sa troisième finale de C1 consécutive. La première remportée puis une défaite ensuite.

## Parcours des finalistes
En phase de poule, la Juventus se qualifie lors de la dernière journée. Elle se retrouve second meilleur deuxième grâce à l'égalisation de l'Olympiakos face à Rosenborg (groupe D) à deux minutes de la fin du temps réglementaire (2-2). En quart-de-finale, la Vieille Dame se fait peur à l'aller face au Dynamo Kiev (1-1) avant de se rassurer en l'emportant nettement en Ukraine (4-0). Au tour suivant, le champion de France se dresse à présent les Italiens. À l'aller au Stadio delle Alpi, un triplé d'Alessandro Del Piero et un but de Zinedine Zidane (4-1) scellent le sort d'une rencontre polémique dont les Monégasques sortent s'estimant lésés par l'arbitrage. Le match retour (3-2) ne permet pas de retourner la situation. C'est la Juventus qui disputera sa troisième finale de C1 consécutive.
Le Real Madrid termine premier de son groupe avec la co-meilleure attaque tous groupes confondus, avec l'AS Monaco (quinze buts). Les Madrilènes éliminent ensuite les représentants allemands avec le Bayer Leverkusen en quart-de-finale puis le Borussia Dortmund en demie.
Note : dans les résultats ci-dessous, le score du finaliste est toujours donné en premier (D : domicile ; E : extérieur).
| Rang | Équipe              | Pts | J | G | N | P | Bp | Bc | Diff |
| ---- | ------------------- | --- | - | - | - | - | -- | -- | ---- |
| 1    | Manchester United   | 15  | 6 | 5 | 0 | 1 | 14 | 5  | +9   |
| 2    | Juventus FC         | 12  | 6 | 4 | 0 | 2 | 12 | 8  | +4   |
| 3    | Feyenoord Rotterdam | 9   | 6 | 3 | 0 | 3 | 8  | 10 | -2   |
| 4    | FC Košice           | 0   | 6 | 0 | 0 | 6 | 2  | 13 | -11  |

| Rang | Équipe       | Pts | J | G | N | P | Bp | Bc | Diff |
| ---- | ------------ | --- | - | - | - | - | -- | -- | ---- |
| 1    | Real Madrid  | 13  | 6 | 4 | 1 | 1 | 15 | 4  | +11  |
| 2    | Rosenborg BK | 11  | 6 | 3 | 2 | 1 | 13 | 8  | +5   |
| 3    | Olympiakos   | 5   | 6 | 1 | 2 | 3 | 6  | 14 | -8   |
| 4    | FC Porto     | 4   | 6 | 1 | 1 | 4 | 3  | 11 | -8   |

## Match

### Résumé de la rencontre
Le début du match est fermé, la Juventus se livrant en premier à l'offensive. Néanmoins, le trio offensif Zidane-Inzaghi-Del Piero subit des ratés. Le Real Madrid résiste à se faire aspirer par l'offensive pour ne pas s'exposer aux contres efficaces des Italiens. Le dispositif espagnol reste en place, Sanchís et Hierro nettoient les schémas offensifs anticipés d'une Juventus aphone quand Mijatović et Morientes partent en éclaireurs à l'orée de la surface italienne. À la 26e minute, Mijatović s'échappe sur la gauche. Son centre tendu est repris par Raúl qui manque le cadre de peu.
Au retour des vestiaires, les Turinois éprouvent les mêmes difficultés à apporter le danger sur le but madrilène. À la 67e minute, Mijatović profite d'un centre de Roberto Carlos et d'une erreur de Torricelli pour devancer Peruzzi. Il s'agit du 115e but de l'histoire des finales de C1. Les derniers assauts désorganisés de Davids et les ultimes chevauchées de Tacchinardi ne changent rien au score.

### Feuille de match
| 20 mai 1998 | Juventus FC | 0 – 1   | Real Madrid   | Amsterdam Arena, Amsterdam                    |                                               |
| 20h45       |             | (0 - 1) | 66e Mijatović | Spectateurs : 48 500 Arbitrage : Hellmut Krug | Spectateurs : 48 500 Arbitrage : Hellmut Krug |
| 20h45       | Rapport     |         |               | Spectateurs : 48 500 Arbitrage : Hellmut Krug | Spectateurs : 48 500 Arbitrage : Hellmut Krug |

| Juventus | Real Madrid |

| G              | 1  | Angelo Peruzzi        |     |     |
| DC             | 3  | Moreno Torricelli     |     |     |
| DC             | 13 | Mark Iuliano          |     |     |
| DC             | 4  | Paolo Montero         | 79e |     |
| MD             | 7  | Angelo Di Livio       |     | 46e |
| MC             | 14 | Didier Deschamps      |     | 77e |
| MC             | 26 | Edgar Davids          | 34e |     |
| MG             | 22 | Gianluca Pessotto     |     | 70e |
| MOC            | 21 | Zinedine Zidane       |     |     |
| ATT            | 9  | Filippo Inzaghi       |     |     |
| ATT            | 10 | Alessandro Del Piero  |     |     |
| Remplaçants :  |    |                       |     |     |
| G              | 12 | Michelangelo Rampulla |     |     |
| D              | 6  | Dimas Teixeira        |     |     |
| D              | 15 | Alessandro Birindelli |     |     |
| M              | 8  | Antonio Conte         |     | 77e |
| M              | 20 | Alessio Tacchinardi   |     | 46e |
| ATT            | 16 | Nicola Amoruso        |     |     |
| ATT            | 18 | Daniel Fonseca        |     | 70e |
| Entraineur :   |    |                       |     |     |
| Marcello Lippi |    |                       |     |     |

| G             | 25 | Bodo Illgner         |       |     |
| DD            | 17 | Christian Panucci    |       |     |
| DC            | 5  | Manuel Sanchís       |       |     |
| DC            | 4  | Fernando Hierro      | 23e   |     |
| DG            | 3  | Roberto Carlos       | 37e   |     |
| MDC           | 6  | Fernando Redondo     |       |     |
| MD            | 27 | Christian Karembeu   | 56e   |     |
| MG            | 10 | Clarence Seedorf     | 90+4e |     |
| MOC           | 7  | Raúl                 |       | 90e |
| ATT           | 8  | Predrag Mijatović    |       | 89e |
| ATT           | 15 | Fernando Morientes   |       | 81e |
| Remplaçants : |    |                      |       |     |
| G             | 1  | Santiago Cañizares   |       |     |
| D             | 19 | Fernando Sanz        |       |     |
| M             | 11 | José Emilio Amavisca |       | 90e |
| M             | 16 | Jaime                |       | 81e |
| M             | 18 | Víctor Sánchez       |       |     |
| M             | 20 | Sávio                |       |     |
| ATT           | 9  | Davor Šuker          |       | 89e |
| Entraineur :  |    |                      |       |     |
| Jupp Heynckes |    |                      |       |     |

| Arbitres assistants Thorsten Bastian Christian Schräer Quatrième arbitre Hans-Jürgen Weber |